# Aroue-Ithorots-Olhaïby
Aroue-Ithorots-Olhaïby (bask. Arüe-Ithorrotze-Olhaibi) to miejscowość i gmina we Francji, w regionie Nowa Akwitania, w departamencie Pireneje Atlantyckie.
Według danych na rok 1990 gminę zamieszkiwały 254 osoby, a gęstość zaludnienia wynosiła 14 osób/km² (wśród 2290 gmin Akwitanii Aroue-Ithorots-Olhaïby plasuje się na 925. miejscu pod względem liczby ludności, natomiast pod względem powierzchni na miejscu 607.).